# Smolball

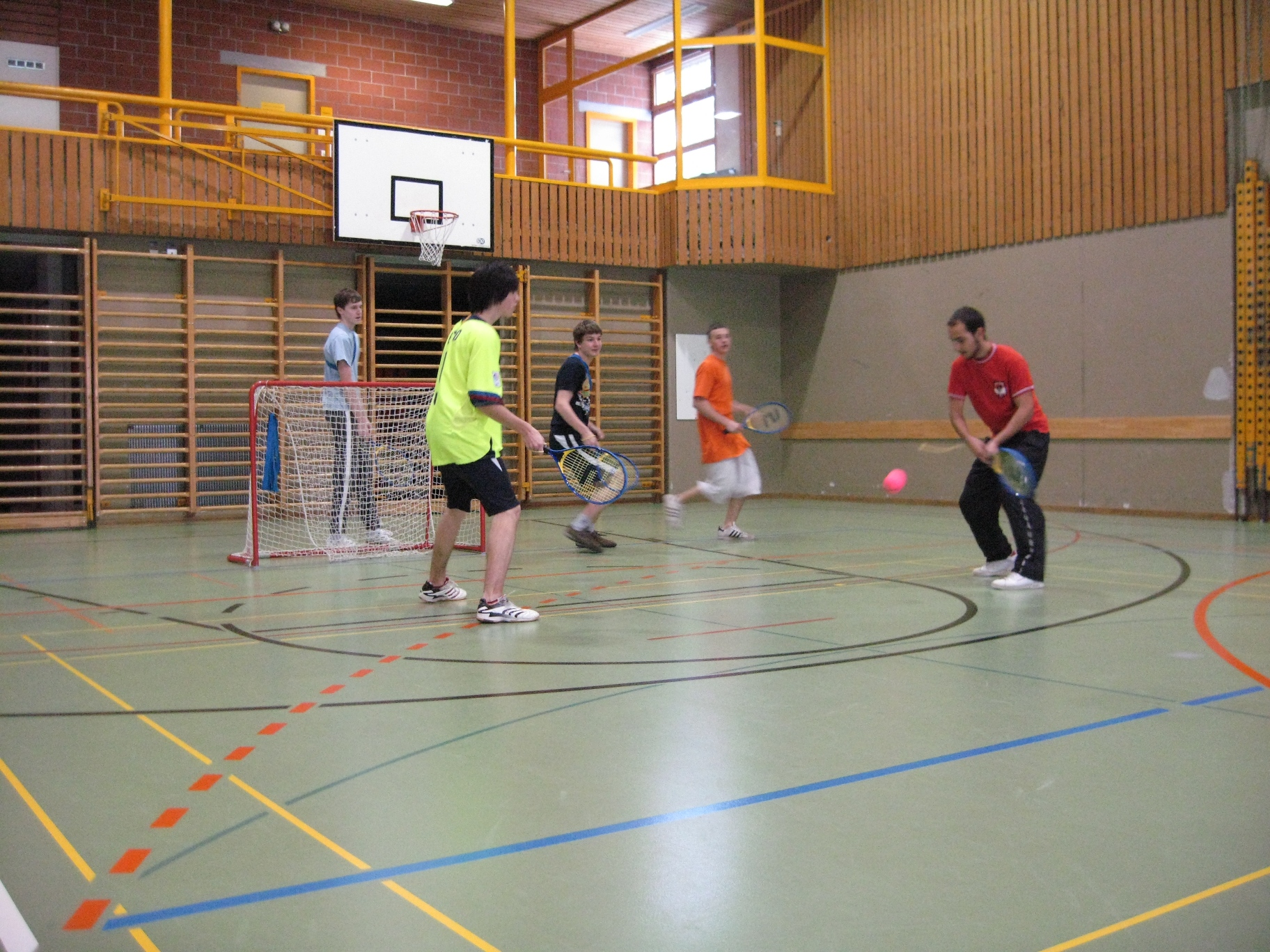
Schüler spielen Smolball

Smolball, das während der Entwicklungsphase „Teniball“ genannt wurde, ist eine Ballsportart, bei der zwei Mannschaften mit jeweils 3 Feldspielern und einem Torhüter gegeneinander antreten. Smolball ist eine eingetragene Marke.
Ziel ist es, den Ball im gegnerischen Tor unterzubringen. Smolball wird mit einem Smolball-Schläger gespielt, dabei darf der Smolball-Ball mit dem Oberschenkel oder der Brust spielerisch in Berührung kommen. Der Torhüter darf den Ball innerhalb des Torraumes mit dem ganzen Körper abwehren.

## Entstehung
Anfang der 1970er-Jahre entstand während eines Sommersportlagers im Sportstudium die Idee Tennis mit Mannschaften zu spielen. Den fünfzig polnischen Studenten und Studentinnen standen nur zwei Tennisplätze zur Verfügung, was zur Folge hatte, dass die einzelnen Spieler lange Wartezeiten in Kauf nehmen mussten. Janusz Smolinski kam die Idee, das Netz abzubauen und zwei Minifußballtore aufzustellen, um im Team Tennis spielen zu können. Smolinski wurde jedoch ausgelacht und die Idee als verrückt erklärt.
Einige Jahre später erinnerte sich Smolinski während seines Sportunterrichtes an seine Idee, und er versuchte, die ausgedachte Sportart mit seinen Schülern zu spielen. Die Motivation des Erfinders steigerte sich aufgrund des Interesses und der Freude seiner Schüler an dem Spiel. Smolinski prüfte anschließend in der Entwicklungsphase verschiedene Schläger für den Einsatz des Spieles. Als er jedoch nicht fündig wurde, entwickelte er in der Werkstatt seiner Schule einen Pressholzschläger. Es dauerte einige Zeit, bis der Smolball-Schläger entwickelt wurde. Die Auswahl eines Balles durchlebte dieselbe Prozedur.
Aufgrund einiger Verletzungen im Unterricht wurde der Schläger anschließend mit einer Sicherheitsschlaufe aus Kunststoff ausgestattet.

## Regeln

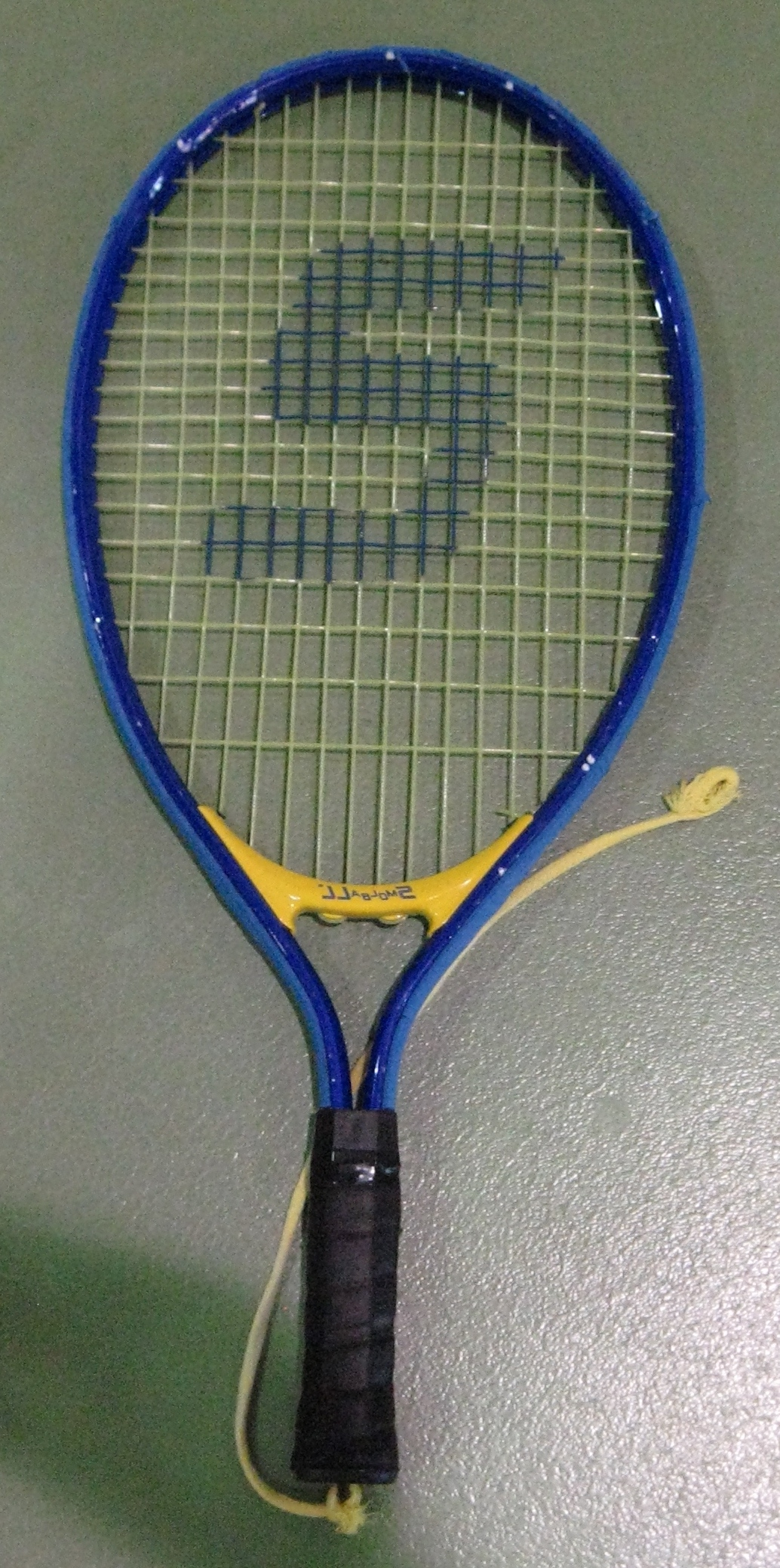
Ein Smolball-Schläger

Die Regeln für Smolball sind im Reglement klar vorgegeben, in welchem die Zahl „4“ eine hauptsächliche Rolle spielt. Während des Spiels können die Spieler frei ersetzt und ausgetauscht werden. Der einzuwechselnde Spieler darf das Feld jedoch erst betreten, nachdem der zu Ersetzende dieses verlassen hat. Falsche Abläufe beim Wechseln werden mit einer 4-Minuten-Strafe geahndet.
Das Spiel beginnt mit einem Sprungball, welcher vom Schiedsrichter beim Schnittpunkt von Mittellinie und Kreis geworfen wird. Bis zum Wurf müssen die Schläger der beiden Mannschaftsvertreter mit dem Boden in Berührung sein. Anschließend müssen die Spieler hochspringen und versuchen, den Ball in Gewahrsam zu bringen.
Ähnlich verläuft auch der „Schiedsrichterball“. Mit einem Abstand von einem Meter müssen die Schläger der beiden Mannschaftsvertreter den Boden berühren. Wieder wird der Ball vom Schiedsrichter hochgeworfen, und die Spieler müssen versuchen, ihn für die eigene Mannschaft zu gewinnen.
Der Ball darf während des Spielzuges eines Spielers viermal ohne Schrittbegrenzung berührt werden. Dies gilt beim Prellen, Jonglieren und Ballführung am Boden. Das Aufrollen des Balls vom Boden gilt jedoch nicht als Ballberührung. Der Ball darf nicht aktiv mit dem Fuß, dem Arm oder dem Kopf gespielt werden. Spieler, die im Ballbesitz sind, dürfen nicht von hinten angegriffen werden. Gegenspielern ist es nicht erlaubt, sich vor dem Ball im Torraum zu befinden. Verlässt der Ball das Spielfeld (falls mit Banden gespielt wird) oder berührt er die Decke, erhält die Mannschaft, die den Ball nicht zuletzt berührt hat, einen Freischlag zugesprochen, welcher am Ort des Regelverstoßes und maximal einen Meter von der Wand oder Bande entfernt erfolgen muss. Leichte Berührungen mit dem Schläger sind erlaubt, sofern nicht mit dem eigenen Schläger auf den Schläger eines Gegners geschlagen wird.

### Freischlag & Penalty
Alle Freischläge müssen indirekt ausgeführt werden und am Ort des Regelverstoßes ausgeführt werden. Findet der Regelverstoß jedoch hinter der Torlinie oder im Torraum statt, so wird der Freischlag von einer der vorderen Ecken des Torraumes ausgeführt. Während eines Freischlags haben die Gegner einen Abstand von vier Metern einzuhalten. Wenn ein Regelverstoß eine Torchance verhindert, so erhält die benachteiligte Mannschaft einen Penalty zugesprochen. Der Ausführende des Penaltys muss den Ball mit der Hand vorlegen, und mit dem Schläger direkt auf das Tor schießen. Währenddessen befindet sich der Torhüter mit beiden Beinen auf der Torlinie. Sollte er diese verlassen, wird der Strafschuss wiederholt. Wenn kein Tor erzielt wird, weil der Torhüter erfolgreich abwehrt, darf der Spieler, der den Penalty ausgeführt hat, direkt weiter spielen. Berührt der Tormann den Ball nicht, darf der Spieler, der den Penalty ausgeführt hat, den Ball nicht mehr direkt berühren, der Ball muss zuerst von einem anderen Spieler berührt werden. Bei einem Verstoß gegen die Spielregeln wird die gelbe Karte gezeigt und eine vierminütige Strafe vollzogen. Grobe Vergehen gegen die Spielregeln werden durch die rote Karte gezeigt und mit Spielausschluss bestraft. Absichtliche Torverschiebungen, Ausrufe und Reklamationen gegen den Schiedsrichter oder andere Spieler werden ebenfalls bestraft.

### Ausrüstung
Für das Spiel wird keine Schutzausrüstung benötigt. Die Spielregeln erlauben aus Sicherheitsgründen nur den Einsatz des offiziellen Smolball-Materials. Des Weiteren wird ein Tor mit einer Länge von 2 m und einer Höhe von 1,25 m benötigt.

### Spieldauer
Ein Spiel besteht aus drei Dritteln à je 20 Minuten mit 10 Minuten Pause. Im letzten Drittel erfolgt nach 10 Minuten ein Seitenwechsel ohne Pause.

### Mannschaft
Die Mannschaftsgröße beträgt drei Spieler und einen Torhüter. Während des Spiels darf ein Spieler den Ball nicht mit dem eigenen Körper oder dem Schläger abdecken. Ein solches Verhalten wird mit einer 4-Minuten-Strafe geahndet. Leichter Körperkontakt ist jedoch erlaubt.

### Tor
Der deutlich gekennzeichnete Torhüter darf laut Regeln nicht Brillenträger sein. Er spielt ebenfalls mit dem Schläger, darf den Ball innerhalb des Torraumes mit dem ganzen Körper abwehren und ihn maximal vier Sekunden in den Händen halten. Erzielt ein Torhüter beim Abstoß oder Anspiel ein direktes Tor, so ist dieses ungültig. Außerhalb des Torraumes gilt der Torhüter als Feldspieler. Eine Hinderung des Torhüters bei der Ballausgabe durch einen anderen Spieler ist nicht erlaubt.
Der Torraum beträgt in der Breite zwei Meter. In der Länge muss der Torraum drei Meter länger als das Tor sein. Körperbodenspiel im eigenen Torraum (mit Ausnahme des Torhüters) wird mit Penalty bestraft. Die Spieler dürfen 2 Körperbodenkontakte haben (2 Beine). Ballbodenspiel ist (auch im eigenen Torraum) erlaubt.

## Begriff
Der Begriff „Smolball“ setzt sich aus dem Anfang des Nachnamens des Erfinders Janusz Smolinski sowie dem deutschen Wort Ball zusammen.

## Versionen
Smolball ist eine Mannschaftssportart und muss nicht zwingend in einer Sporthalle gespielt werden. Für Rollstuhlgänger wurde eine Version von Smolball entwickelt, in welcher die Spieler auf Rollstühlen Punkte erzielen. Verschiedene Varianten des Sports wurden bereits entwickelt:
- Ice Smolball (Smolball auf dem Eis)
- Beach Smolball (Wird am Strand oder im Sand gespielt)
- Inline Smolball (Smolball mit Inlineskates)
- Outdoor Smolball (Individuell gewählter Spielort)
- Indoor Smolball (wird in Sporthallen oder Tennishallen gespielt)
- Rollstuhl Smolball (Für körperlich Behinderte)
- Rollschuh Smolball (wird mit Rollschuhen gespielt)
- Wasser Smolball (wird im Wasser gespielt, auch als Therapie)

## Verbände und Meisterschaften
In der Schweiz wurde der Mannschaftssport von der Swiss Smolball Association organisiert. In der Saison 2019/20 nahmen 6 Mannschaften an der Meisterschaft teil.